# Andamanenkerkuil
De andamanenkerkuil (Tyto deroepstorffi) is een endemische soort kerkuil op de Andamanen. Deze vogel is genoemd naar zijn ontdekker, de Deen Frederik Adolph de Roepstorff (1842-1883).

## Status
De andamanenkerkuil komt niet als aparte soort voor op de lijst van het IUCN, maar is daar een ondersoort van de (gewone) kerkuil (T. alba deroepstorffi).